# Taleggio (Käse)
| Taleggio DOP/g.U./PDO | Taleggio DOP/g.U./PDO                                                                  |
| --------------------- | -------------------------------------------------------------------------------------- |
|                       |                                                                                        |
| Herkunft              | Italien (Bergamo, Brescia, Como, Cremona, Lecco, Lodi, Milano, Pavia, Treviso, Novara) |
| Milch                 | Kuh / Vollmilch                                                                        |
| Behandlung            | Rohmilch oder pasteurisiert                                                            |
| Käsegruppe            | Weichkäse mit Rotschmiere                                                              |
| Maß/Gewicht           | quadratisch, Seitenlänge 18–20 cm, Höhe 5–8 cm / 1,8–2,2 kg                            |
| Reifezeit             | etwa 40 Tage                                                                           |
| Fett i. Tr.           | 48 %                                                                                   |
| Brennwert             | 1.230 kJ/100 g 294 kcal/100 g                                                          |
| Eiweiß                | 18 g/100 g                                                                             |
| Fett absolut          | 25 g/100 g                                                                             |
| Kalzium               | 460 mg/100 g                                                                           |
| Phosphor              | 360 mg/100 g                                                                           |
| Magnesium             | 22 mg/100 g                                                                            |
| Vitamin A             | 450 Mikrogramm/100 g                                                                   |
| Vitamin B2            | 280 Mikrogramm/100 g                                                                   |
| Vitamin B6            | 131 Mikrogramm/100 g                                                                   |
| Vitamin E             | 4450 Mikrogramm/100 g                                                                  |
| Zertifizierung        | DOP seit 10. Mai 1993 PDO seit 1. Juli 1996                                            |

Taleggio ist ein norditalienischer Weichkäse mit geschützter Ursprungsbezeichnung. Er hat 48 Prozent Fett in der Trockenmasse.

## Geschichte
Schon von Marcus Tullius Cicero und Cato dem Älteren sind Rezepte auf der Grundlage von lombardischem Käse überliefert, und Gaius Plinius Secundus beschrieb die Käsekunst der Orobbi, wie die Bewohner der Täler von Bergamo in der Antike genannt wurden. Der Taleggio in der heutigen Form und unter diesem Namen wurde möglicherweise schon vor dem 10. Jahrhundert in Höhlen im Val Taleggio bei Bergamo in der Lombardei erzeugt. Aus dem 13. Jahrhundert sind Dokumente erhalten, die den Handel mit diesem Käse belegen, womit er einer der ältesten Weichkäse sein dürfte. Die Herstellung erfolgte ursprünglich im Herbst und im Winter, wenn die Kühe erschöpft (italienisch stracche) vom Almabtrieb waren, weshalb der Käse, wie auch der Gorgonzola, als Stracchino bekannt war. Giacomo Casanova entschloss sich angeblich, nachdem er 1763 in Sant’Angelo Lodigiano den Taleggio gekostet hatte, eine Enzyklopädie der Käsesorten zu schreiben. Das Werk wurde nie beendet, da Casanova von anderen Beschäftigungen zu sehr in Anspruch genommen wurde. Mit wachsender Beliebtheit des Taleggio wurde die Produktion in die Poebene hinaus ausgedehnt. 1979 schlossen sich mehrere Hersteller zum Konsortium zum Schutz des Taleggio (Consorzio di Tutela del formaggio Taleggio) zusammen, das heute 97 Mitglieder hat und seit 1981 mit der Überwachung der Herstellung und des Handels betraut ist.

## Herstellung

Links: Junger Taleggio, rechts: Älterer Taleggio, genannt Taleggio di Monte

Bei der Produktion von Taleggio als DOP-Käse hat sich die ursprüngliche handwerkliche Tradition weitgehend erhalten. Zunächst wird die gesäuerte Milch mit Lab von Milchkälbern zum Gerinnen gebracht. Eine Viertelstunde nach Beigabe des Labs wird die Gallerte mit einer Käseharfe gebrochen und auf die Größe von Haselnüssen zerschnitten. Der Bruch wird in Metallformen von der Größe der späteren Käse gefüllt. Während er sich setzt und verfestigt, wird er mehrmals gewendet und mit einem Prägestempel gekennzeichnet. Die Laibe werden von Hand gesalzen oder in Lake getaucht. Zur Reifung werden sie auf Holzregalen in Reifekammern gelagert, in denen die Bedingungen der ursprünglichen und zum Teil noch heute genutzten Höhlen (Temperatur nur wenig mehr als 5 °C, Luftfeuchtigkeit über 90 %, typische Mikroflora) reproduziert werden. Etwa einmal wöchentlich während der sechs- bis zehnwöchigen Reifung werden die Käse mit einem Schwamm mit Salzwasser und Rotschmiere-Kulturen gewaschen, um den Käse vor dem Austrocknen zu schützen und die typische rosa bis orange-rote Rinde mit charakteristischen grünlichen und grauen Schimmelflecken entstehen zu lassen.

## Eigenschaften
Die Rinde ist bei jungem Käse recht dünn, mit zunehmendem Alter dicker und wellig und sollte keine Risse zeigen. Der blassgelbe Teig ist geschmeidig mit vereinzelten kleinen Löchern und zergeht auf der Zunge.
Heute wird der Käse sowohl als Fabrikkäse aus pasteurisierter Milch als auch als Rohmilch-Bauernkäse erzeugt, wobei der Fabrikkäse heller im Teig und milder im Geschmack ist. Erstklassige Rohmilch-Varianten weisen ein ausgesprochen würziges Aroma auf, das an Rosinen, Nüsse und Zitronen erinnert, gepaart mit dezentem Stallgeruch. Der Geschmack ist angenehm würzig und fruchtig mit Nuancen von gerösteten Nüssen.

## Verwendung
Als kleine Mahlzeit wird er mit bitteren Salaten wie Radicchio oder Rucola serviert. Auch in der warmen Küche ist er verwendbar, er schmilzt gut und passt ausgezeichnet zu Risotto oder auf Polenta.